# Harald Kråkenes
Harald Kråkenes (ur. 8 lipca 1926 w Fanie, ob. części Bergen, zm. 14 listopada 2004 w Voss) – norweski wioślarz, brązowy medalista olimpijski.
Wystąpił na igrzyskach olimpijskich w Londynie w 1948 roku, gdzie Norwegowie w składzie: Kristoffer Lepsøe, Thorstein Kråkenes (starszy brat), Hans Hansen, Halfdan Gran Olsen, Harald Kråkenes, Leif Næss, Thor Pedersen, Carl Monssen i Sigurd Monssen (sternik) wywalczyli srebrny medal w ósemkach. W finale o 13,6 sekundy przegrali z osadą Stanów Zjednoczonych, a o 3,4 sekundy szybsi byli Brytyjczycy. Na rozgrywanych cztery lata później igrzyskach olimpijskich w Helsinkach startował w czwórkach bez sternika. Norwegowie odpadli tam w półfinałach. Ponadto brał udział w dwójkach podwójnych na igrzyskach olimpijskich w Rzymie w 1960 roku, odpadając w repasażach pierwszej rundy.
Na mistrzostwach Europy w Amsterdamie w 1949 roku wywalczył brąz w czwórce bez sternika.
Olimpijczykiem był również trzeci z braci Kråkenes – Sverre.